# سيمون داريو راميريز
سيمون داريو راميريز (بالإسبانية: Simón Darío Ramírez)‏ هو كاتب وشاعر فنزويلي، ولد في 1930، وتوفي في 1992.